# Хвар
 Тази статия е за остров.  За града вижте Хвар (град).  
Хвар (на хърватски: Hvar; на италиански: Lesina; на латински: Pharia; на гръцки: Χβαρ) е четвъртият по големина хърватски остров в Адриатическо море, разположен в южната част на Далматинските острови.

## Общи сведения
Площта на острова е 299,66 km², дължина от запад на изток 68 km, ширина – 10,5 km, дължина на бреговата линия 254,2 km. Населението на острова възлиза на 11 103 жители (2001). . На север Хварския проток го отделя от остров Брач, на югозапад Виския проток – от остров Вис, на юг Корчулския проток – от остров Корчула, а на югоизток Неретванския проток – от континенталния полуостров Пелешац. Южно от Хвар, в Корчулския проток се намира малкия остров Шчедра. Изграден е предимно от варовици и доломити. Релефът му е представен от дълъг и тесен нисък хребет с максимална височина връх Свети Никола 628 m, издигащ се в западната му част над градчето Света Неделя. Ниските склонове на хребета са заети от плантации от лозя, маслини и овощни градини. На острова има три по-големи селища Хвар на запад, Стари град и Елса на север и Сучурай на изток.
Като бивша гръцка колония, островът е известен с името Фарос, в превод от гръцки „фар“. Остава обаче неясно дали наистина етимологията на думата е с древногръцки корен или е илирийска дума с неустановено значение. По време на римското владичество островът носи името Фария (Pharia), а по-късно Фара. Впоследствие е променено на Хвар.

## Забележителности
- Най-големият град на острова, едноименният Хвар, привлича туристите с множество интересни обекти за посещения;
- Стари град включен в Списъка на световното културно и природно наследство на ЮНЕСКО